# 托尼·巴克利
托尼·巴克利（英語：Tony Buckley；1980年10月8日—）是一位愛爾蘭橄欖球運動員。他是愛爾蘭國家橄欖球隊的一員，代表愛爾蘭參加了2011年世界盃橄欖球賽。